# Linnea i målarens trädgård
Linnea i målarens trädgård är en svensk animerad kortfilm från 1992 skapad av Lena Anderson och Christina Björk som bygger på deras barnbok med samma namn.
Filmen blandar animation, fotografier och filmade segment.

## Handling
Flickan Linnea och hennes pensionerade vän och tidigare trädgårdsmästare Blomkvist är mycket förtjusta i konstnären Monets tavlor. En dag åker de till Paris för att få uppleva hans konst och trädgård i egen hög person.

## Rollista
- Lovisa Lamm – Linnea
- Sven Lindberg – Blomkvist

## Produktion
Linnea i målarens trädgård är en film som blandar animation med fotografier av Claude Monets trädgård i Paris. Filmteamet åkte ner till Paris för att fotografera och spela in alla scener som skulle vara med i filmen. Väl hemma gick framkallningsmaskinen sönder och förstörde alla rullarna och efter att filmteamet åkt ner en andra gång gick två rullar till sönder så filmteamet behövde åka ner en tredje gång.
Vissa sekvenser fotograferades också för att sedan tecknas om. Filmen tog drygt två år att färdigställa.

## Musik
En del av musiken specialskrevs av Luciano Scalercio.

## Visningar och utgivning
Filmen hade premiär på TV på Kanal 1 den 2 april 1994 och finns även utgiven på VHS och DVD av Svenska filminstitutet och Folkets bio.